# Euomphalopterus alatus
Euomphalopterus alatus var en lågsprirad, svagt konisk snäcka med en bredd på 3–4 centimeter som förekommer som fossil i de siluriska avlagringarna på Gotland.
Euomphalopterus alatus sista vindlings underkant har en utbredd krage liknande ett hatt brätte. Den kan ha hindrat snäckan från att sjunka ned i den dyiga bottnen där den levde. Skalet har ett mönster av fina tillväxtlinjer.